# Mordechaj Anielewicz
Mordechaj Anielewicz (Wyszków, 1919 – Warschau, 8 mei 1943) was de leider van de Żydowska Organizacja Bojowa tijdens de opstand in het getto van Warschau gedurende de Tweede Wereldoorlog.

## Biografie
Anielewicz werd in een arme familie in de kleine stad Wyszków geboren. Na zijn studie werd hij lid van en later leider van de Hashomer Hatzair, de zionistisch-socialistische jeugdbeweging. 
Op 7 september 1939, een week na de Duitse inval van Polen, ontsnapte Anielewicz met een groep uit Warschau naar het oosten van Polen in de hoop dat het Poolse leger de Duitse opmars kon vertragen. Toen het Rode Leger op 17 september Oost-Polen binnenviel hoorde hij dat joodse vluchtelingen, andere leden van jeugdbewegingen en politieke groeperingen samenstroomden in Wilno. Hij reisde naar Wilno en probeerde daar collega’s te overtuigen om mensen terug naar Polen te sturen om tegen de Duitsers te vechten. Hij probeerde toen de Roemeense grens over te steken om zo een vluchtroute voor jonge Joden naar het Mandaatgebied Palestina op te zetten. Anielewicz werd echter opgepakt en gevangengezet. Een korte tijd later wordt hij weer vrijgelaten en keerde in januari 1940 met zijn vriendin Mira Fuchrer terug naar Warschau.
In de zomer van 1942 bezocht Anielewicz het zuidwesten van Polen, een gebied dat geannexeerd was door Duitsland, om daar gewapend verzet te organiseren. Toen hij terugkwam in Warschau ontdekte hij dat door een grootschalige deportatie naar het vernietigingskamp Treblinka nog maar 60.000 van de 350.000 joden in de Getto van Warschau waren achtergebleven. Hij sloot zich aan bij de Żydowska Organizacja Bojowa (ŻOB) en werd in november 1942 het hoofd ervan. Er werd contact gelegd met de Poolse regering in ballingschap in Londen en de groep begon wapens te ontvangen van het Poolse verzet. Op 18 januari 1943 was Anielewicz feitelijk de eerste die een aanzet gaf voor de Opstand in het getto van Warschau. Hij voorkwam toen dat er weer een grote groep van joden gedeporteerd zou worden naar vernietigingskampen. Dit incident van gewapend verzet was de voorbode van de Opstand in het getto van Warschau op 19 april 1943. 
Op 8 mei 1943 pleegde Anielewicz samen met zijn vriendin en leden van zijn staf in de omsingelde ŻOB-commandopost aan de Ulica Miła 18 zelfmoord.

## Nagedachtenis
In juli 1944 werd Anielewicz postuum door de Poolse regering in ballingschap onderscheiden met het Kruis voor Dapperheid. In 1945 werd hij door het Poolse Volksleger postuum onderscheiden met het Kruis van Grunwald, 3e klasse. 
In december 1943 werd de kibboets Yad Mordechai in Palestina (nu Israël) naar hem genoemd en werd er een monument ter ere van hem opgericht. Er werden ook diverse monumenten in Wyszków en Warschau ter ere van hem opgericht, waaronder het Helden van het Getto-monument, en in 1960 werd er een straat in de voormalige joodse getto van Warschau naar hem vernoemd.
In 1989 werd in het stadsdeel Osdorp van de gemeente Amsterdam een straat naar hem vernoemd. De Anielewiczsingel.